# Sonia Rykiel
Sonia Annette Rykiel z domu Flis (ur. 25 maja 1930 w Paryżu, zm. 25 sierpnia 2016 tamże) – francuska projektantka mody, aktorka oraz pisarka żydowskiego pochodzenia. Założycielka domu mody sygnowanego jej imieniem i nazwiskiem.

## Życiorys
Urodziła się w rodzinie Żydów pochodzących z Rosji i Rumunii, którzy wyemigrowali do Francji. 
W 1953 roku wyszła za mąż za Sama Rykiela, właściciela sklepu odzieżowego. Projektowanie zaczęła w latach 60. XX wieku. Kiedy zaszła w ciążę zauważyła, że brakuje jej wygodnych ubrań. Zaprojektowała więc kilka swetrów, których wykonanie zleciła pracownikom butiku męża. Widząc spore zainteresowanie wśród kobiet, zaczęła sprzedawać swoje projekty z dzianiny wraz z mężem. W 1968 roku otworzyła pierwszy własny butik w Paryżu. 

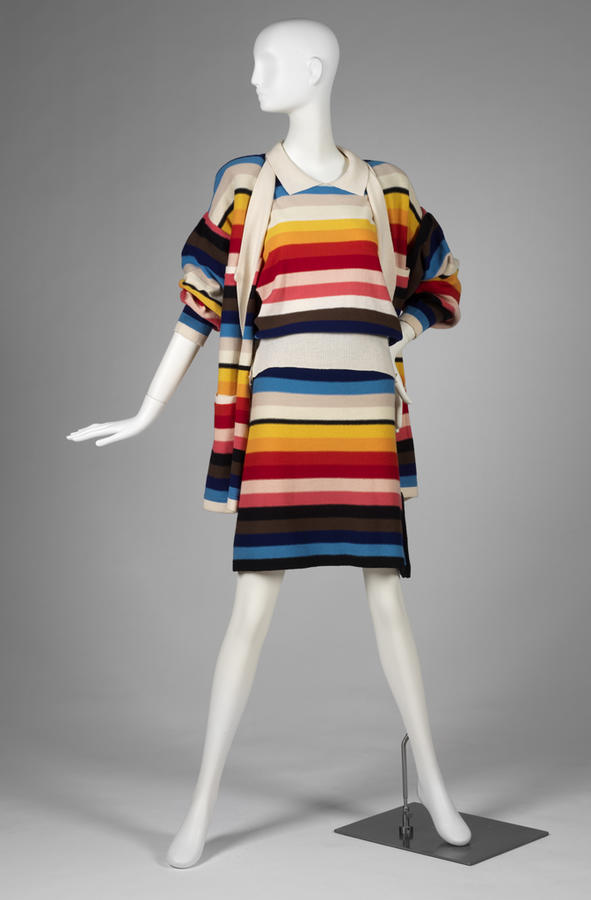
Dzianinowy zestaw na sezon wiosna/lato 1986 zaprojektowany przez Sonię Rykiel.

Kolejne projekty ubrań wychodzące z domu mody Sonia Rykiel były to wygodne, proste ubrania na co dzień jak np. pasiaste swetry, sukienki z dzianiny, szerokie spodnie i spódnice. Projektantka stawiała na prostotę, dlatego tez usunęła — jej zdaniem zbędne elementy jak mankiety i podszewki. Znakiem rozpoznawczym Soni Rykiel było wykorzystanie dzianiny, wzorów (zwłaszcza pasków) oraz wyraźnych kolorów i ich połączeń (np. cyjan z szarym). W następnym dziesięcioleciu rozszerzyła działalność na rynek kosmetyczny.
Otrzymała wiele nagród, wyróżnień i odznaczeń, m.in.: Oscara przyznanego przez Fashion Group International of New York w 1986 roku.
W lipcu 2001 roku została komandorem Narodowego Orderu Zasługi, w 2013 roku – wielkim oficerem. Odznaczona we wrześniu 1985 roku najwyższym francuskim orderem Legią Honorową w stopniu kawalera, w czerwcu 1996 roku w randze oficera, w 2008 roku - komandora.